# استفان لامبیل
استفان لامبیل (انگلیسی: Stéphane Lambiel؛ زادهٔ ۲ آوریل ۱۹۸۵) اسکیت‌باز نمایشی اهل سوئیس است.